# Antranilat fosforiboziltransferaza
Antranilat fosforiboziltransferaza (EC 2.4.2.18, fosforibozil-antranilat pirofosforilaza, PRT, antranilat 5-fosforibozilpirofosfat fosforiboziltransferaza, antranilat fosforibozilpirofosfat fosforiboziltransferaza, fosforibozilantranilat pirofosforilaza, fosforibozilantranilat transferaza, antranilat-PP-riboza-P fosforiboziltransferaza) je enzim sa sistematskim imenom N-(5-fosfo--ribozil)-antranilat:difosfat fosfo-alfa-D-riboziltransferaza. Ovaj enzim katalizuje sledeću hemijsku reakciju
-(5-fosfo--ribozil)-antranilat + difosfat {\displaystyle \rightleftharpoons } antranilat + 5-fosfo-alfa-D-riboza 1-difosfat
Kod pojedinih organizama, ovaj enzim je deo multifunkcionalnog proteina zajedno sa jednom ili više komponenti sistema za biosintezu triptofana, cf. EC 4.1.1.48 (indol-3-glicerol-fosfat sintaza), EC 4.1.3.27 (antranilat sintaza), EC 4.2.1.20 (triptofan sintaza) i EC 5.3.1.24 (fosforibozilantranilat izomeraza).

## Literatura
- Nicholas C. Price; Lewis Stevens (1999). Fundamentals of Enzymology: The Cell and Molecular Biology of Catalytic Proteins (Third изд.). USA: Oxford University Press. ISBN 019850229X.
- Eric J. Toone (2006). Advances in Enzymology and Related Areas of Molecular Biology, Protein Evolution (Volume 75 изд.). Wiley-Interscience. ISBN 0471205036.
- Branden C; Tooze J. Introduction to Protein Structure. New York, NY: Garland Publishing. ISBN 0-8153-2305-0.
- Irwin H. Segel. Enzyme Kinetics: Behavior and Analysis of Rapid Equilibrium and Steady-State Enzyme Systems (Book 44 изд.). Wiley Classics Library. ISBN 0471303097.
- William P. Jencks (1987). Catalysis in Chemistry and Enzymology. Dover Publications. ISBN 0486654605.

## Spoljašnje veze
- Anthranilate+phosphoribosyltransferase на 